# Roger Vandooren
Roger Vandooren (Choisy-le-Roi, 27 aprile 1923 – Carpentras, 31 marzo 1998) è stato un calciatore francese, di ruolo centrocampista. Era il fratello minore del calciatore Jules Vandooren.

## Carriera

### Nazionale
Ha collezionato quattro presenze con la propria Nazionale.

## Statistiche

### Cronologia presenze e reti in nazionale
| Cronologia completa delle presenze e delle reti in nazionale ― Francia | Cronologia completa delle presenze e delle reti in nazionale ― Francia | Cronologia completa delle presenze e delle reti in nazionale ― Francia | Cronologia completa delle presenze e delle reti in nazionale ― Francia | Cronologia completa delle presenze e delle reti in nazionale ― Francia | Cronologia completa delle presenze e delle reti in nazionale ― Francia | Cronologia completa delle presenze e delle reti in nazionale ― Francia | Cronologia completa delle presenze e delle reti in nazionale ― Francia |
| Data                                                                   | Città                                                                  | In casa                                                                | Risultato                                                              | Ospiti                                                                 | Competizione                                                           | Reti                                                                   | Note                                                                   |
| ---------------------------------------------------------------------- | ---------------------------------------------------------------------- | ---------------------------------------------------------------------- | ---------------------------------------------------------------------- | ---------------------------------------------------------------------- | ---------------------------------------------------------------------- | ---------------------------------------------------------------------- | ---------------------------------------------------------------------- |
| 4-6-1949                                                               | Colombes                                                               | Francia                                                                | 4 – 2                                                                  | Svizzera                                                               | Amichevole                                                             | -                                                                      |                                                                        |
| 9-10-1949                                                              | Belgrado                                                               | Jugoslavia                                                             | 1 – 1                                                                  | Francia                                                                | Qual. Mondiali 1950                                                    | -                                                                      |                                                                        |
| 30-10-1949                                                             | Colombes                                                               | Francia                                                                | 1 – 1                                                                  | Jugoslavia                                                             | Qual. Mondiali 1950                                                    | -                                                                      |                                                                        |
| 6-2-1951                                                               | Parigi                                                                 | Francia                                                                | 2 – 1                                                                  | Jugoslavia                                                             | Amichevole                                                             | -                                                                      |                                                                        |
| Totale                                                                 |                                                                        | Presenze                                                               | 4                                                                      |                                                                        | Reti                                                                   | 0                                                                      |                                                                        |

## Palmarès

### Trofei nazionali
- Campionato francese: 1

Lilla: 1945-1946
- Coppa di Francia: 3

Lilla: 1945-1946, 1946-1947, 1947-1948